# Injusta condena
Injusta condena (título original: Red Letters) es una película estadounidense de drama y crimen de 2000, dirigida por Bradley Battersby, que a su vez la escribió junto a Tom Hughes, musicalizada por John Van Tongeren, en la fotografía estuvo Steven Fierberg y los protagonistas son Peter Coyote, Nastassja Kinski y Fairuza Balk, entre otros. El filme fue producido por Filmtown Entertainment y Red Letters Inc.; se estrenó el 9 de junio de 2000.

## Sinopsis
Trata acerca de un profesor de la facultad que oculta de mala gana a una rea fugitiva, ella pretende que él la ayude a probar que no mató a nadie.